# Aldo Checchini
Teolbaldo Carlo Checchini detto Aldo (Campodarsego, 17 aprile 1885 – Padova, 25 gennaio 1973) è stato un giurista italiano.

## Biografia
Nato a Capodarsego in provincia di Padova nel 1885 da Antonio Checchini e Itala Lombardini, nel 1907 si laureò in giurisprudenza presso l'Università degli Studi di Padova, dove ebbe tra i suoi docenti Biagio Brugi e Giovanni Tamassia.
Nel 1909 a 24 anni iniziò ad insegnare storia del diritto italiano presso l'Università di Camerino, divenendo ordinario nel 1911. Ricoprì tra gli anni 1915 e 1918 la carica di rettore e fu varie volte preside della facoltà di giurisprudenza.
Durante la prima guerra mondiale fu arruolato nell'esercito.
Seguirono numerosi spostamenti in varie università, insegnando storia del diritto italiano: dal 1921 al 1923 all'Università di Cagliari; dal 1923 al 1927 all'Università di Pisa; dal 1927 al 1932 all'Università di Firenze.
Infine nel 1932 fece ritorno a Padova alla sua alma mater. All'Università di Padova iniziò le sue attività di professore con la cattedra di diritto romano e poi nel 1943 con quella di diritto italiano. Divenne anche preside di facoltà per due volte (nel 1935 e 1947) e prorettore dal 1949 al 1960.
Fu membro dell'Accademia dei Lincei, dell'Accademia galileiana e dell'Istituto Veneto di Scienze, Lettere ed Arti, del quale tra il 1952 e il 1963 fu presidente.